# Polní Chrčice
Polní Chrčice jsou obec ležící v okrese Kolín asi 13 km severovýchodně od Kolína. Mají 187 obyvatel. 
Polní Chrčice je také název katastrálního území o rozloze 5,26 km².

## Historie
První písemná zmínka o vesnici pochází z roku 1361, tehdy byla v majetku pražské kapituly. Od roku 1553 vesnice patřila k poděbradskému panství.

### Územněsprávní začlenění
Dějiny územněsprávního začleňování zahrnují období od roku 1850 do současnosti. V chronologickém přehledu je uvedena územně administrativní příslušnost obce v roce, kdy ke změně došlo:
- 1850 země česká, kraj Jičín, politický okres Nový Bydžov, soudní okres Chlumec[5]
- 1855 země česká, kraj Jičín, soudní okres Chlumec
- 1868 země česká, politický okres Nový Bydžov, soudní okres Chlumec
- 1939 země česká, Oberlandrat Kolín, politický okres Nový Bydžov, soudní okres Chlumec nad Cidlinou[6]
- 1942 země česká, Oberlandrat Hradec Králové, politický okres Nový Bydžov, soudní okres Chlumec nad Cidlinou[7]
- 1945 země česká, správní okres Nový Bydžov, soudní okres Chlumec nad Cidlinou[8]
- 1949 Hradecký kraj, okres Nový Bydžov [9]
- 1960 Středočeský kraj, okres Kolín
- 2003 Středočeský kraj, obec s rozšířenou působností Kolín

### Rok 1932
V obci Polní Chrčice (366 obyvatel) byly v roce 1932 evidovány tyto živnosti a obchody: 2 hostince, 2 kováři, porodní asistentka, 2 obchody smíšeným zbožím, spořitelní a záložní spolek pro Polní Chrčici a Dománovice, trafika, truhlář.

## Přírodní poměry
Severně od obce se nachází plochý vrch Stráň s oborou Chrčická stráň zřízenou pro chov daňka evropského. V oboře se nachází jedna z částí přírodní památky Kozí hůra.

## Doprava
Do obce vede silnice III. třídy. Ve vzdálenosti 1,5 kilometru vede silnice II/328 Jičíněves – Kolín a ve vzdálenosti tří kilometrů vede dálnice D11 s exitem 50 (Dobšice). Železniční trať ani stanice na území obce nejsou. Nejbližší železniční stanicí jsou Dobšice nad Cidlinou ve vzdálenosti pět kilometrů ležící na železniční trati Velký Osek – Choceň.

## Pamětihodnosti
Kulturní památkou ve vsi je kaplička Nejsvětější Trojice z roku 1878. Nedaleko ní stojí kaple Zasvěcení Panny Marie z konce 19. století.

## Osobnosti
Ve vsi se narodil malíř a výtvarník Alva Hajn (1938–1991).

## Galerie

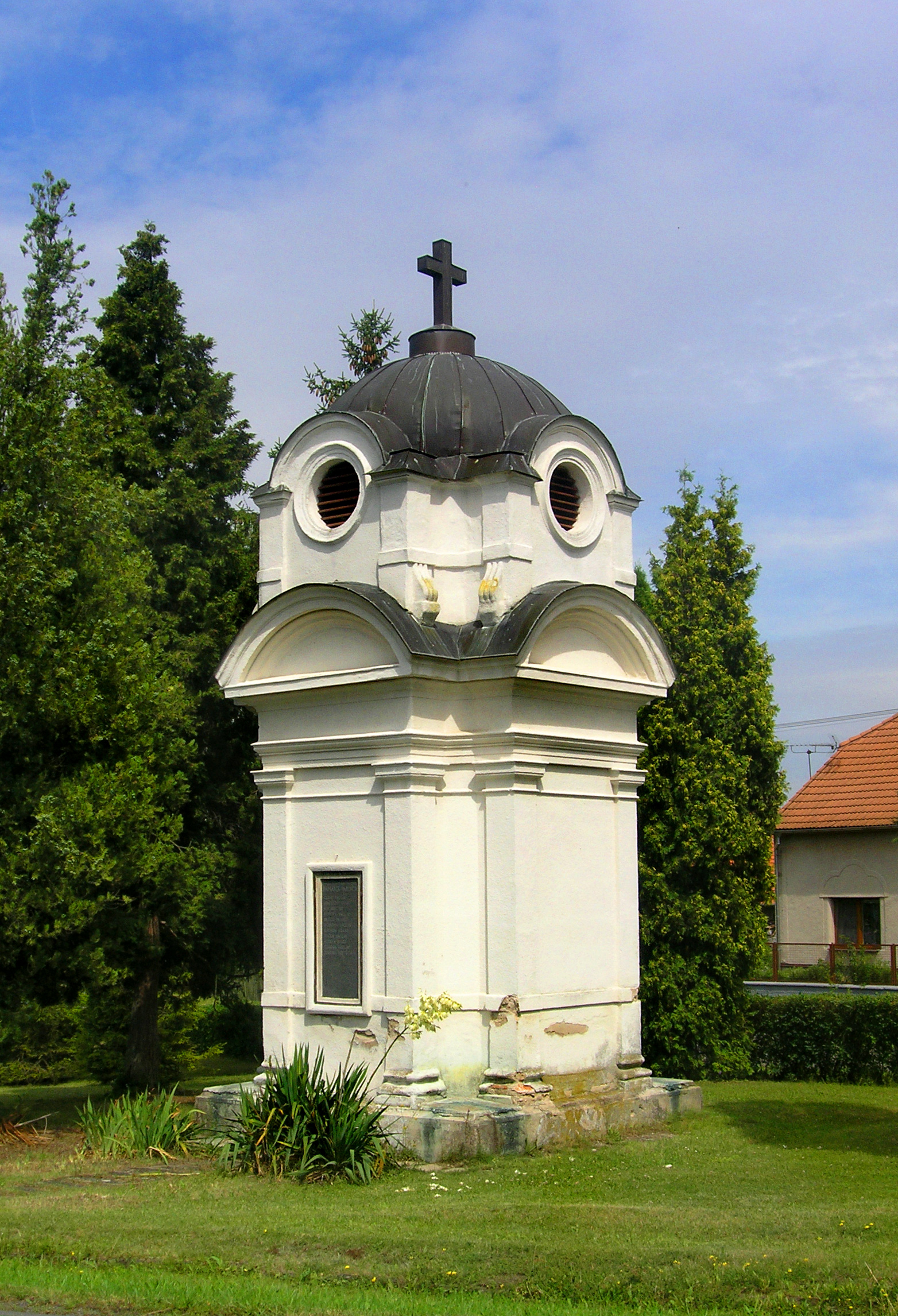
Kaplička
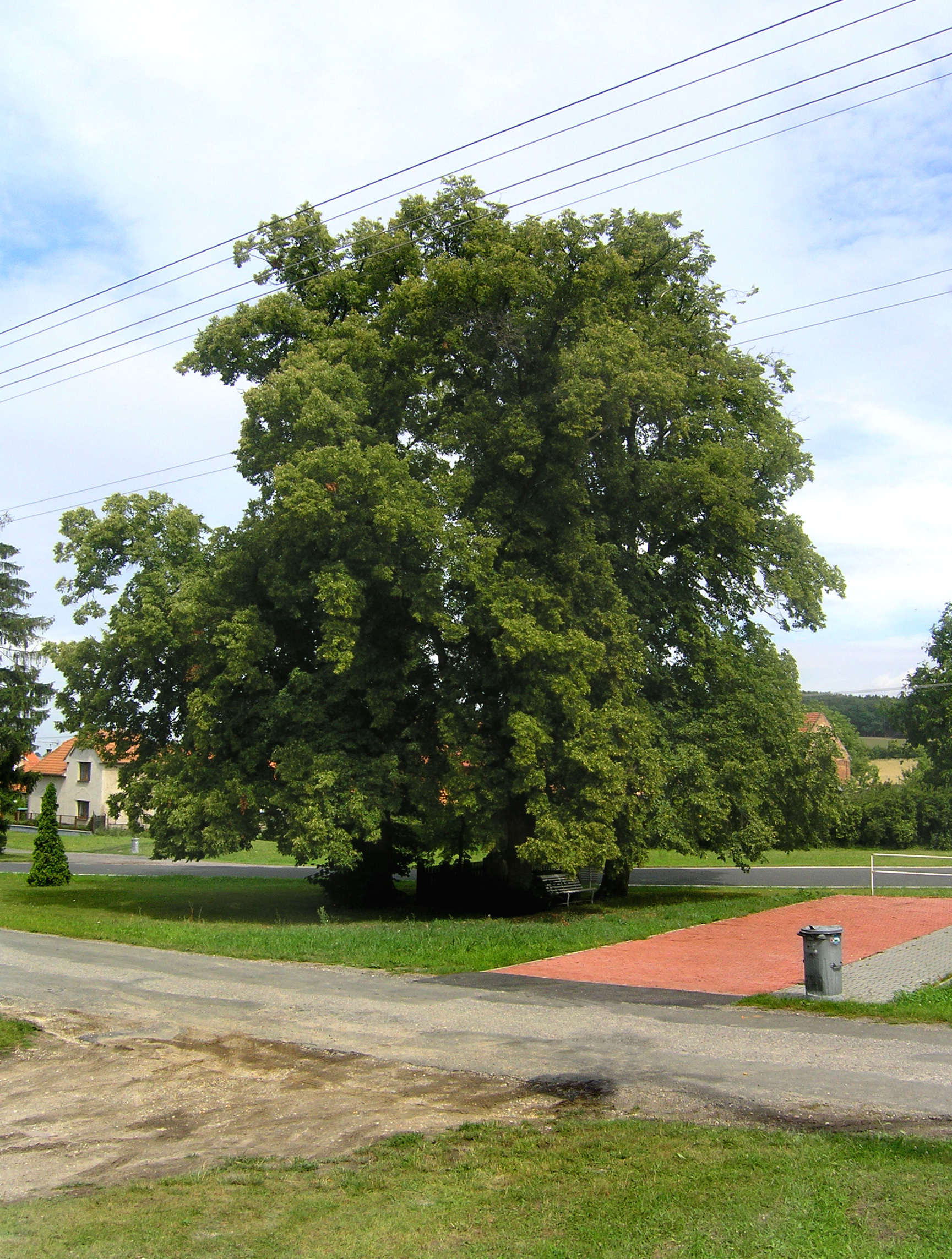
Památné lípy